# Gli amanti della città sepolta
Gli amanti della città sepolta (Colorado Territory) è un film del 1949 diretto da Raoul Walsh.
Il film è il remake in chiave western di Una pallottola per Roy del 1941.

## Trama
Dopo essere evaso di prigione Wes McQueen ritorna dal suo gruppo subito pronto all'ennesima azione da banditi: assaltare un treno e depredare i passeggeri, ma l'uomo fiuta una trappola tesa dai suoi vecchi amici e con l'aiuto di Colorado, una ragazza con pochi scrupoli, farà in modo che gli altri componenti della banda vengano tutti uccisi dallo sceriffo. Il tutto per potersi sposare con una ragazza conosciuta proprio dopo l'evasione.

## Critica
Il Morandini esalta la pellicola definendolo un «eccellente western a risvolti passionali» e ricorda che ne esiste anche una versione colorata Anche le testate giornalistiche sono prodighe di elogi per il film, definendolo al tempo stesso feroce e malinconico, anche se la recitazione dei protagonisti non viene ritenuta all'altezza

## Produzione
Il film venne girato in tre stati statunitensi: Nuovo Messico a Gallup, California a Juarez Square, e Arizona a Sedona.

## Distribuzione

### Data di uscita
Il film venne distribuito in numerose nazioni, fra cui:
- USA, Colorado Territory 11 giugno 1949
- Finlandia, Coloradon sankari 9 dicembre 1949
- Svezia, Norr om Rio Grande 6 febbraio 1950
- Germania Ovest, Vogelfrei 22 giugno 1950
- Austria, Vogelfrei 27 ottobre 1950